# 慕容倭奴
慕容 倭奴（ぼよう わど、生没年不詳）は、五胡十六国時代の後燕の人物。昌黎郡棘城県の出身。後燕の皇帝慕容垂の子。

## 生涯
後燕に仕え、魯陽王に封じられていた。
395年11月、皇太子慕容宝は北魏討伐に向かい、慕容倭奴も従軍していた。参合陂で北魏軍の奇襲を受け、後燕軍は壊滅、宗室の桂林王慕容道成・済陰公慕容尹国・北地王慕容精の世子の慕容鍾葵・安定王の世子の慕容羊児らと文武諸官数千人とともに捕らわれた。
これ以後の事績は、史書に記されていない。